# Skulpturenzentrum am Spreebord

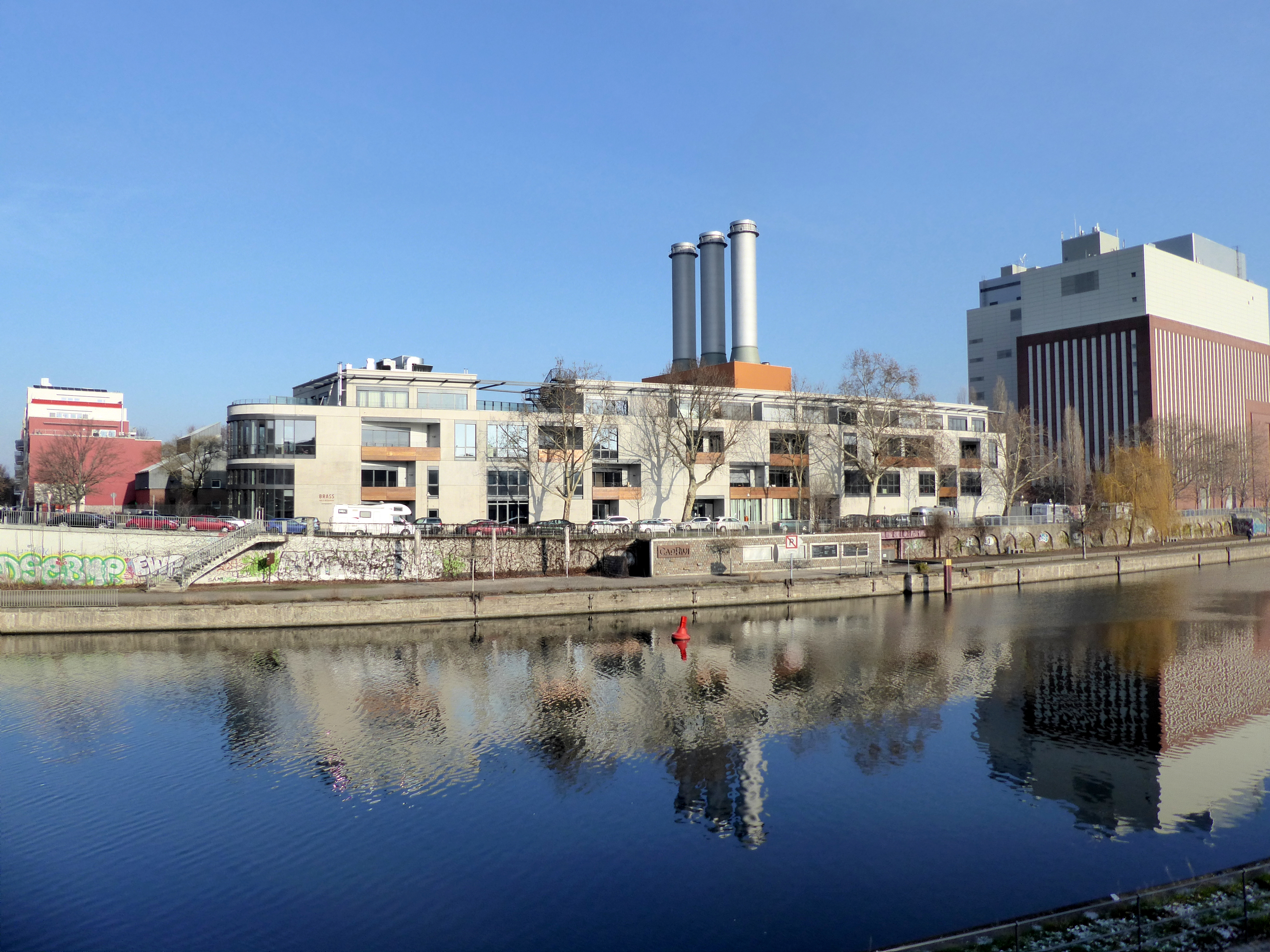
Charlottenburg, Skulpturenzentrum am Spreebord

Das Skulpturenzentrum Am Spreebord ist das Produktionszentrum samt einer Skulpturensammlung verschiedener Bildhauer aus mehr als einem Jahrhundert. Es befindet sich im Berliner Ortsteil Charlottenburg mit Zugang von der Straße Am Spreebord 9 bzw. der Sömmeringstraße. Die öffentlich zugängige Schau in einer neu errichteten Kunsthalle auf dem Gelände der Kunstgießerei Hermann Noack präsentiert unter anderem Abgüsse von Kunstwerken, die in der Gießerei entstanden sind und gegossene Gegenwartskunst.
Der neue Firmenkomplex, als Hermann Noack Skulpturenzentrum beworben und im Jahr 2010 bezogen, ist 10.000 m² groß. Dafür wurde der frühere Standort der Gießerei in Berlin-Friedenau aufgegeben.

## Neubau und Architektur
Der Neubaukomplex in moderner Formensprache, nach Entwürfen des Architekten Reiner Maria Löneke (Löneke Architekten) entstanden, ist „als gestalterisches und künstlerisches Gesamtkonzept gedacht, in dem sich die verschiedenen Gewerke wie Gießer, Schmiede, Wachsformer und Ziseleure, Künstlerinnen und Künstler sowie das Publikum gegenseitig befruchten und bereichern“. So wurden Werk- und Betriebsstätten sowie ein mehretagiges Verwaltungs- und Schulungsgebäude errichtet, dessen Fassade sich leicht geschwungen an der Straße parallel zum Ufer der Spree entlangzieht. Alle Arbeitsräume erhalten genügend Tageslicht und sind bis zu dreizehn Meter hoch. Die Mitarbeiter können moderne Technik und Transportmittel einsetzen, was zu besseren Arbeitsbedingungen und einem optimierten Produktionsprozess führte.
Alle Funktionsgebäude nutzen ein orthogonales Stützensystem, ihre Wände bestehen aus poliertem Sichtbeton und sie verfügen über großflächige Verglasungen, die nach Norden gerichtet sind, um den Einfluss von Sonnenstrahlen in der Herstellung auszuschließen. Im Inneren trennen teilweise Ganzglaswände die Arbeitsbereiche voneinander. Die lockere U-förmige Ausrichtung aller Einzelgebäude, die teilweise mittels Sheddach verbunden sind, bilden mehrere Innenhöfe, erreichbar durch ein zentrales großes Werkstor. Sie nehmen die historische Werksgestaltung wieder auf. Das Skulpturenzentrum Bildgießerei Hermann Noack entstand in zwei Bauabschnitten nacheinander: zuerst waren die neuen Werkhallen fertiggestellt. Ihnen folgten ab 2015 die Bauten für das Skulpturenforum in einem zweiten Bauabschnitt, der 2017 eingeweiht wurde. Der gesamte Firmenneubau kostete rund acht Millionen Euro.

## Beschreibung
Die acht Meter hohe Ausstellungshalle (Werkstattgalerie und Skulpturenmuseum) auf dem Firmengelände wurde im November 2017 bezogen. Hier sind für interessierte Besucher unter anderem historische Abgüsse ausgestellt als auch Arbeitsmodelle von Werken, die noch zu gießen sind. Gäste können nach vorheriger Anmeldung bzw. Absprache auch einem Guss beiwohnen, so wie das aus Metall- und Glockengießereien bekannt ist. Der gegenwärtige Firmeninhaber Hermann Noack IV lobte, dass mit dem Skulpturenforum ein Raum erschaffen wurde, „in dem künstlerischer Schaffensprozess, handwerkliches Können, Kunstrezeption und Austausch auf einzigartige Weise miteinander vereint werden“. Die Ausstellungen im Forum sind entweder einem Thema oder einer Künstlerin/einem Künstler gewidmet. Die erste Ausstellung heißt Reflexionen und läuft vom Oktober 2018 bis 25. Januar 2019.
Für die Künstler werden gut ausgeleuchtete Atelierräume vorgehalten, die 3,80 m hoch sind und durch große Fensterflächen viel Tageslicht erhalten. Außerdem gibt es Balkons mit Blick auf die Spree. Ein letzter baulicher Schritt war die Einrichtung einer Bar (Bar Brass), die Besuchern und Mitarbeitern zur Verfügung steht. Der Gastronom Reza Danabi betreibt sie, neben seiner Espressobar in der Mommsenstraße.